# أبي سعيد الديوه جي
اُبَي سعيد الديوه جي وهو أستاذ التسويق في جامعة الموصل، حاصل على شهادة الدكتوراه فلسفة من جامعة (Université de Clermont-Ferrand)الفرنسية سنة 1984، كما شغل عدة مناصب من اهمها عميد كلية الزراعة (2001 - 2003)، وعميد كلية الإدارة والاقتصاد (2003 -2004) رئيس جامعة الموصل (2004 - 2019 ).
كان والده سعيد الديوه جي من أعلام الموصل.

## وصلات خارجية
- الموقع الرسمي لجامعة الموصل